# Boris Majorov

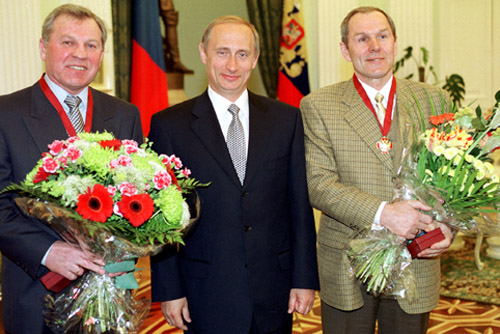
Boris Majorov (vlevo) při návštěvě u Vladimira Putina (uprostřed) s hokejistou Vjačeslavem Staršinovem (vpravo)

Boris Alexandrovič Majorov (rusky Борис Александрович Майоров; * 11. února 1938) je bývalý ruský hokejista, který v šedesátých letech 20. století úspěšně reprezentoval Sovětský svaz a později působil jako hokejový trenér. Je členem Síně slávy Mezinárodní hokejové federace.

## Hráčská kariéra

### Klubová kariéra
Hokejovou kariéru odstartoval společně se svým bratrem, dvojčetem Jevgenijem v klubu HC Spartak Moskva, ve jehož dresu v roce 1955 debutoval v sovětské nejvyšší soutěži. Ve Spartaku hrál až do konce aktivní kariéry v roce 1969. V letech 1962, 1967 a 1969 vybojoval titul sovětského mistra, když Spartak Moskva jako jediný tým dokázal v šedesátých letech překonat nadvládu prominentního armádního týmu CSKA Moskva. V letech 1965, 1966 a 1968 se umístil v lize na druhém místě právě za CSKA. Ve své kariéře odehrál v sovětské lize 400 utkání a zaznamenal 255 branek.

### Reprezentace
První zápas za sovětskou reprezentaci odehrál v listopadu 1960 a prakticky v celých šedesátých letech byl její stabilní součástí. Na mistrovství světa hrál poprvé v roce 1961. Se sedmi góly a devíti asistencemi přispěl výrazně k zisku bronzových medailí a byl nominován do All-star týmu šampionátu. V dalších letech až do roku 1968 se sovětskou reprezentací na mistrovství světa i Zimních olympijských hrách pokaždé zvítězil. Nejčastěji hrával se svým bratrem Jevgenijem a Vjačeslavem Staršinovem, kteří byli jeho spoluhráči také v klubu. V posledním mezistátním utkání nastoupil v březnu 1969 proti Finsku, celkově odehrál 134 utkání a vstřelil 63 gólů.

## Trenérská a funkcionářská kariéra
Již ke konci aktivní kariéry se podílel na úspěších Spartaku Moskva také jako hrající trenér, po ukončení aktivní kariéry se stal hlavním trenérem klubu a byl jím do roku 1971. Vedle druhého místa v ligové soutěži v roce 1970 vybojoval dvakrát sovětský pohár. V letech 1971 a 1972 působil jako trenér u sovětské juniorské reprezentace a u reprezentačního B-týmu. V letech 1974 až 1976 vedl ve finské lize Jokerit Helsinky, po návratu do Moskvy se stal v roce 1976 členem trenérského týmu pro první ročník Kanadského poháru. Poté pracoval až do roku 1991 na různých postech u sovětské reprezentace a hokejového svazu, výjimkou bylo trenérské angažmá u Spartaku Moskva v polovině osmdesátých let, s nímž v roce 1985 vyhrál Spenglerův pohár. V první polovině devadesátých let trénoval opět ve Finsku – Jokerit Helsinki, s nímž vybojoval finský titul, a Tapparu Tampere. Později zastával funkce generálního manažera ruské reprezentace (1995–1998), prezidenta Spartaku Moskva (1998–2002) a viceprezidenta Ruské hokejové federace (od roku 2001).

## Úspěchy a ocenění
Týmové
- olympijský vítěz 1964 a 1968
- mistr světa 1963, 1964 (hráno jako součást olympijských her), 1965, 1966, 1967, 1968 (hráno jako součást olympijských her), bronz z roku 1961
- vítěz sovětské ligy se Spartakem Moskva 1962, 1967 a 1969

Individuální
- nejlepší střelec mistrovství světa 1961
- člen All-star týmu na mistrovství světa 1961
- člen Ruské a sovětské hokejové síně slávy
- člen Síně slávy Mezinárodní hokejové federace od roku 1999
- držitel státních vyznamenání SSSR

Trenérské úspěchy
- vítěz sovětského hokejového poháru se Spartakem Moskva 1970, 1971
- sovětský vicemistr 1970
- vítěz Spenglerova poháru 1985 se Spartakem Moskva
- vítěz finské ligy 1992 s Jokeritem Helsinki
- držitel Lynces Academici Coach Award pro nejlepšího trenéra finské SM-liigy 1992